# تاتیانا روشچینا
تاتیانا روشچینا (روسی: Татьяна Александровна Рощина؛ زادهٔ ۲۳ ژوئن ۱۹۴۱) ورزشکار والیبال اهل اتحاد جماهیر شوروی سوسیالیستی است.
وی در مسابقات کشوری و بین‌المللی در مجموع برندهٔ ۱ مدال نقره شده‌است.